# Аржансола
Аржансо́ла (кат. Argençola) — муніципалітет, розташований в Автономній області Каталонія, в Іспанії. Код муніципалітету за номенклатурою Інституту статистики Каталонії — 80082. Знаходиться у районі (кумарці) Анойя (коди району — 06 та AI) провінції Барселона, згідно з новою адміністративною реформою перебуватиме у складі Центральної баґарії (округи). 

## Населення
Населення міста (у 2007 р.) становить 229 осіб (з них менше 14 років — 13,1%, від 15 до 64 — 68,1%, понад 65 років — 18,8%). У 2006 р. народжуваність склала 4 особи, смертність — 0 осіб, зареєстровано 2 шлюби. У 2001 р. активне населення становило 92 особи, з них безробітних — 5 осіб.

Серед осіб, які проживали на території міста у 2001 р., 184 народилися в Каталонії (з них 134 особи у тому самому районі, або кумарці), 5 осіб приїхало з інших областей Іспанії, а 3 особи приїхали з-за кордону. 

Університетську освіту має 10,3% усього населення. 

У 2001 р. нараховувалося 61 домогосподарство (з них 24,6% складалися з однієї особи, 16,4% з двох осіб,14,8% з 3 осіб, 26,2% з 4 осіб, 4,9% з 5 осіб, 8,2% з 6 осіб, 4,9% з 7 осіб, 0% з 8 осіб і 0% з 9 і більше осіб).

Активне населення міста у 2001 р. працювало у таких сферах діяльності : у сільському господарстві — 21,8%, у промисловості — 35,6%, на будівництві — 4,6% і у сфері обслуговування — 37,9%. 

 У муніципалітеті або у власному районі (кумарці) працює 43 особи, поза районом — 64 особи.

### Безробіття
У 2007 р. нараховувалося 3 безробітних (у 2006 р. — 3 безробітних), з них чоловіки становили 0%, а жінки — 100%.

## Економіка

### Підприємства міста

#### Промислові підприємства
| \| Промислові підприємства міста, за сферою діяльності \| Промислові підприємства міста, за сферою діяльності \| Промислові підприємства міста, за сферою діяльності \| \| Рік \| 2002 р. \| 2001 р. \| \| --------------------------------------------------- \| --------------------------------------------------- \| --------------------------------------------------- \| \| Енергетичні та водні ресурси \| 40% \| 50% \| \| Хімія та метали \| 0% \| 0% \| \| Переробка металів \| 40% \| 33,3% \| \| Продукти харчування \| 0% \| 0% \| \| Текстиль \| 0% \| 0% \| \| Виробництво меблів, видання \| 20% \| 16,7% \| \| Інше \| 0% \| 0% \| \| Усього підприємств \| 5 \| 6 \| |         |         |
| Промислові підприємства міста, за сферою діяльності |         |         |
| Рік | 2002 р. | 2001 р. |
| Енергетичні та водні ресурси | 40%     | 50%     |
| Хімія та метали | 0%      | 0%      |
| Переробка металів | 40%     | 33,3%   |
| Продукти харчування | 0%      | 0%      |
| Текстиль | 0%      | 0%      |
| Виробництво меблів, видання | 20%     | 16,7%   |
| Інше | 0%      | 0%      |
| Усього підприємств | 5       | 6       |

#### Роздрібна торгівля
| \| Підприємства роздрібної торгівлі міста, за сферою діяльності \| Підприємства роздрібної торгівлі міста, за сферою діяльності \| Підприємства роздрібної торгівлі міста, за сферою діяльності \| \| Рік \| 2002 р. \| 2001 р. \| \| ------------------------------------------------------------ \| ------------------------------------------------------------ \| ------------------------------------------------------------ \| \| Продукти харчування \| *% \| 100% \| \| Одяг та взуття \| *% \| 0% \| \| Товари для дому \| *% \| 0% \| \| Книги та періодичні видання \| *% \| 0% \| \| Промислова хімічна продукція \| *% \| 0% \| \| Продукція, пов'язана з транспортними засобами \| *% \| 0% \| \| Інше \| *% \| 0% \| \| Усього підприємств \| 0 \| 1 \| |         |         |
| Підприємства роздрібної торгівлі міста, за сферою діяльності |         |         |
| Рік | 2002 р. | 2001 р. |
| Продукти харчування | *%      | 100%    |
| Одяг та взуття | *%      | 0%      |
| Товари для дому | *%      | 0%      |
| Книги та періодичні видання | *%      | 0%      |
| Промислова хімічна продукція | *%      | 0%      |
| Продукція, пов'язана з транспортними засобами | *%      | 0%      |
| Інше | *%      | 0%      |
| Усього підприємств | 0       | 1       |

#### Сфера послуг
| \| Підприємства міста, що працюють у сфері послуг, за діяльністю \| Підприємства міста, що працюють у сфері послуг, за діяльністю \| Підприємства міста, що працюють у сфері послуг, за діяльністю \| \| Рік \| 2002 р. \| 2001 р. \| \| ------------------------------------------------------------- \| ------------------------------------------------------------- \| ------------------------------------------------------------- \| \| Гуртова торгівля \| 33,3% \| 33,3% \| \| Готелі та готельний бізнес \| 0% \| 0% \| \| Транспорт та зв'язок \| 33,3% \| 33,3% \| \| Посередницькі фінансові послуги \| 0% \| 0% \| \| Послуги підприємствам \| 0% \| 0% \| \| Послуги фізичним особам \| 33,3% \| 33,3% \| \| Нерухомість та ін. \| 0% \| 0% \| \| Усього підприємств \| 3 \| 3 \| |         |         |
| Підприємства міста, що працюють у сфері послуг, за діяльністю |         |         |
| Рік | 2002 р. | 2001 р. |
| Гуртова торгівля | 33,3%   | 33,3%   |
| Готелі та готельний бізнес | 0%      | 0%      |
| Транспорт та зв'язок | 33,3%   | 33,3%   |
| Посередницькі фінансові послуги | 0%      | 0%      |
| Послуги підприємствам | 0%      | 0%      |
| Послуги фізичним особам | 33,3%   | 33,3%   |
| Нерухомість та ін. | 0%      | 0%      |
| Усього підприємств | 3       | 3       |

## Житловий фонд
У 2001 р. 0% усіх родин (домогосподарств) мали житло метражем до 59 м², 14,8% — від 60 до 89 м², 23% — від 90 до 119 м² і
62,3% — понад 120 м².

З усіх будівель у 2001 р. 31,7% було одноповерховими, 47,6% — двоповерховими, 20,6
% — триповерховими, 0% — чотириповерховими, 0% — п'ятиповерховими, 0% — шестиповерховими,
0% — семиповерховими, 0% — з вісьмома та більше поверхами.

## Автопарк
| \| Автомобілі, зареєстровані у місті, за призначенням \| Автомобілі, зареєстровані у місті, за призначенням \| Автомобілі, зареєстровані у місті, за призначенням \| \| Рік \| 2006 р. \| 2005 р. \| \| -------------------------------------------------- \| -------------------------------------------------- \| -------------------------------------------------- \| \| Приватні автомобілі \| 54,6% \| 54,3% \| \| Мотоцикли \| 11% \| 11,5% \| \| Вантажівки \| 29,4% \| 28,8% \| \| Трактори \| 0% \| 0% \| \| Автобуси та ін. \| 5% \| 5,3% \| \| Усього автомобілів \| 218 шт. \| 208 шт. \| |         |         |
| Автомобілі, зареєстровані у місті, за призначенням |         |         |
| Рік | 2006 р. | 2005 р. |
| Приватні автомобілі | 54,6%   | 54,3%   |
| Мотоцикли | 11%     | 11,5%   |
| Вантажівки | 29,4%   | 28,8%   |
| Трактори | 0%      | 0%      |
| Автобуси та ін. | 5%      | 5,3%    |
| Усього автомобілів | 218 шт. | 208 шт. |

## Вживання каталанської мови
У 2001 р. каталанську мову у місті розуміли 99,5% усього населення (у 1996 р. — 100%), вміли говорити нею 97,4% (у 1996 р. — 
94,3%), вміли читати 92,1% (у 1996 р. — 84,9%), вміли писати 77,9
% (у 1996 р. — 67,9%). Не розуміли каталанської мови 0,5%.

## Політичні уподобання
У виборах до Парламенту Каталонії у 2006 р. взяло участь 114 осіб (у 2003 р. — 119 осіб). Голоси за політичні сили розподілилися таким чином:
| \| Вибори до Парламенту Каталонії \| Вибори до Парламенту Каталонії \| Вибори до Парламенту Каталонії \| \| Рік \| 2006 р. \| 2003 р. \| \| -------------------------------------- \| ------------------------------ \| ------------------------------ \| \| Конвергенція та Єднання (CiU) \| 41,2% \| 43,7% \| \| Соціалістична партія Каталонії (PSC) \| 7% \| 6,7% \| \| Народна партія (PP) \| 7% \| 6,7% \| \| Ініціатива за зелену Каталонію (IC) \| 10,5% \| 2,5% \| \| Республіканська лівиця Каталонії (ERC) \| 31,6% \| 37% \| \| Громадянська партія (C's) \| 0% \| 0% \| \| Інші \| 2,6% \| 3,4% \| |         |         |
| Вибори до Парламенту Каталонії |         |         |
| Рік | 2006 р. | 2003 р. |
| Конвергенція та Єднання (CiU) | 41,2%   | 43,7%   |
| Соціалістична партія Каталонії (PSC) | 7%      | 6,7%    |
| Народна партія (PP) | 7%      | 6,7%    |
| Ініціатива за зелену Каталонію (IC) | 10,5%   | 2,5%    |
| Республіканська лівиця Каталонії (ERC) | 31,6%   | 37%     |
| Громадянська партія (C's) | 0%      | 0%      |
| Інші | 2,6%    | 3,4%    |